# Karol Križan
Karol Križan (* 5. Juni 1980 in Žilina, Tschechoslowakei) ist ein slowakischer Eishockeytorwart, der seit 2022 beim HK Detva aus der drittklassigen 2. Liga unter Vertrag steht.

## Karriere
Križan begann seine Karriere in den Juniorenmannschaften des MHk 32 Liptovský Mikuláš, für den er in der Spielzeit 1996/97 in der Extraliga sein Debüt gab. Ab 1998 war er Stammtorhüter des MHk 32, bevor er während der Saison 2000/01 innerhalb der Liga zum HKm Zvolen wechselte. Zvolen gewann in der gleichen Spielzeit den slowakischen Meistertitel, Križan wurde aber vor allem in der zweiten Mannschaft des HKm eingesetzt. Im Sommer 2001 kehrte er zu seinem Heimatverein zurück und absolvierte 40 Partien für den MHk 32. Ein Jahr später wechselte er erneut nach Zvolen und wurde dort Stammtorhüter. Mit Zvolen erreichte er in den Folgejahren immer wieder die Playoffs der Extraliga und schaffte es 2004 sogar bis ins Finale, den Gewinn einer Meisterschaft blieb Zvolen aber verwehrt. Vor allem in den playoffs der Saison 2004/05 überzeugte er mit einer Fangquote von 93,9 % und einem Gegentorschnitt von 1,88.
Aufgrund der gezeigten Leistungen verpflichte der schwedischen Erstligist MODO Hockey Karol Križan im Sommer 2005. Auch in Schweden konnte er an seine hervorragenden Leistungen anknüpfen und führte seine Mannschaft 2006 bis ins Viertelfinale der Elitserien. In der gleichen Saison war er an einem Kuriosum beteiligt: Im Spiel gegen Timrå IK im März 2006 erzielte Karol Križan ein Tor in Unterzahl und erreichte eine Shutout. Ein Jahr später konnte er mit seinen Mannschaftskameraden den Meistertitel der Saison 2006/07 feiern, an dem Križan mit einer starken Torhüterleistung beteiligt war: Er bestritt alle 20 Playoff-Partien für MODO und erreichte einen Gegentorschnitt von 2,19 bei 92,2 % gehaltenen Schüssen.
Während der Saison 2008/09 wechselte Križan als Ersatz für den verletzten Torhüter Thomas Bäumle zum HC Ambrì-Piotta in die Schweiz. Zwischen Juni 2009 und Januar 2011 stand er beim MHC Martin aus der slowakischen Extraliga unter Vertrag, bevor er zu den Växjö Lakers in die schwedische HockeyAllsvenskan wechselte. Im Sommer 2011 wurde bekannt, dass er zum italienischen Erstligisten Ritten Sport in die Serie A1 wechselt.

## International
Neben seinen Erfolgen auf Vereinsebene wurde Karol Križan auch regelmäßig bei internationalen Titelkämpfen eingesetzt. Mit der Junioren-Auswahl der Slowakei nahm er an den U20-Weltmeisterschaften 1999 und 2000 teil. Weitere Einsätze im slowakischen Nationaltrikot hatte er bei der Weltmeisterschaft 2004, 2006 und 2007 sowie den Olympischen Winterspielen 2006. Außerdem gehörte er dem Kader der Slowaken bei der Weltmeisterschaft 2006 und 2008 an, kam aber zu keinem Einsatz.

## Erfolge und Auszeichnungen
- Bronzemedaille bei der U20-Weltmeisterschaft 1999
- All-Star-Team der Extraliga 2003/04 und 2004/05
- Schwedischer Meister 2007